# Greenpeace Breakthrough
Greenpeace Breakthrough (с англ. — «Гринпис. Прорыв») — благотворительный музыкальный альбом, двухдисковый сборник в рамках проекта организованного «Гринпис» в защиту живой природы.

## История
Целью выпуска альбома являлся сбор средств на защиту живой природы. Второй целью было также приобщение к западной музыке советского народа.
По словам Яна Флукса, исполнительного продюсера проекта
Мы пытались дать советским людям абсолютную квинтэссеннцию западного рока за последние пять или шесть лет.

Оригинальный текст (англ.)We're trying to give the Soviets the absolute quintessence of Western rock music during the last five or six years
Альбом выпускался и распространялся и в других странах, в том числе и в США, причём не во всех странах одинаковым, то есть была включена часть песен, отсутствующих на русском издании и наоборот. Тем не менее советский выпуск оставался первым по значимости для «Гринпис». Это было связано не только с собственно приобщением к музыке: посредством выпуска альбома «Гринпис» надеялся привлечь внимание советского народа к проблемам уничтожения китов, вырубок лесов и деятельности атомных электростанций.
Одни песни альбома по своему содержанию имели отношение к живой природе, другие посвящены дружбе и добрососедству, но в целом, по словам Корнеллии Дюррант, координатора проекта, не было никакого отбора с позиций соответствующей смысловой нагрузки той или иной песни. «Мы искали хиты и мы их собрали», сказала Дюррант.
Подбор песен для альбома начался в мае 1988 года. Многие известные музыканты, в основном известные благотворители, такие как U2, Стинг, Брайан Ферри, подарили свои песни с разрешения звукозаписывающих компаний. Исполнительный продюсер Ян Флукс заметил, что:
Это на самом деле было впервые, когда что-то такое было сделано в Советском Союзе. Этот альбом является настоящим примером перестройки в действии.

Оригинальный текст (англ.)This is certainly the first time anything like this has been done in the Soviet Union. The album is a real example of perestroika in action.
В Советском Союзе альбом вышел в марте 1989 года на фирме «Мелодия», печатался на Апрелевском заводе грампластинок (номер по каталогу CTEPEO A 6000439 008). Для его презентации в Москву приехали такие известные музыканты, как Стинг и Питер Гэбриэл. Только за первый день было продано около 500000 копий альбома, а всего в СССР было продано более чем 5 миллионов экземпляров альбома, примерно столько же, сколько было продано во всём остальном мире. Деньги, полученные от продаж альбома, в какой-то мере послужили основой для организации отделения «Гринпис» в СССР и впоследствии России.
В СССР альбом продавался за 11 рублей и представляет собой раскрывающийся конверт с вложенным красочным многостраничным буклетом. Буклет был напечатан «на специальной нетоксичной бумаге „Сканматт“, не содержащей отбеленной хлорированием древесной массы». Названия песен даны также в переводе на русский язык, во многом неточном. Впрочем, в каждой стране, где выпускался альбом, названия песен были переведены на местный язык. Интересно отметить, что «Гринпис» настаивал на том, чтобы были переведены и тексты песен, но на «Мелодии» разъяснили, что в СССР принято публиковать тексты на английском языке, как на истинном языке рока, и тексты так и не были опубликованы.
В 1989 году фирмой Geffen был выпущен двойной CD Greenpeace Rainbow Warrior, содержавший все песни проекта, содержавшиеся на релизах разных стран.

## Список песен на 2LPсоветского издания
| Сторона и номер | Исполнитель                        | Название песни              | Перевод                       | Продолжительность |
| --------------- | ---------------------------------- | --------------------------- | ----------------------------- | ----------------- |
| A1              | U2                                 | Pride (In the Name of Love) | «Гордость (Во имя любви)»     | 4:32              |
| A2              | Belinda Carlisle                   | Heaven Is a Place on Earth  | «Землю осушить от слёз»       | 4:04              |
| A3              | Sting                              | Love Is the Seventh Wave    | «Любовь — это седьмая волна»  | 3:29              |
| A4              | Aswad                              | Set Them Free               | «Освободите их»               | 3:58              |
| A5              | World Party                        | Ship of Fools               | «Корабль глупцов»             | 4:14              |
| A6              | Bryan Ferry                        | Don’t Stop the Dance        | «Не стой, танцуй со мной»     | 4:19              |
| B1              | Eurythmics                         | When Tomorrow Comes         | «Когда настанет завтра»       | 4:27              |
| B2              | The Pretenders                     | Middle of the Road          | «Середина пути»               | 4:12              |
| B3              | Grateful Dead                      | Throwing Stones             | «Бросая камни»                | 4:23              |
| B4              | INXS                               | This Time                   | «На этот раз»                 | 3:07              |
| B5              | Thompson Twins                     | Lay Your Hands on Me        | «Положи мне руку на плечо»    | 4:21              |
| B6              | Talking Heads                      | City of Dreams              | «Город мечты»                 | 5:06              |
| C1              | Simple Minds                       | Waterfront                  | «В порту»                     | 5:06              |
| C2              | The Waterboys                      | The Whole of the Moon       | «Луна целиком»                | 4:57              |
| C3              | R.E.M.                             | It’s the End of the World   | «Конец света (А мне хорошо)»  | 2:59              |
| C4              | John Farnham                       | You’re the Voice            | «Ты — тот голос»              | 5:05              |
| C5              | Bryan Adams                        | Somebody                    | «Кто-то»                      | 4:42              |
| C6              | Basia                              | Miles Away                  | «Далеко-далеко»               | 4:10              |
| D1              | Peter Gabriel                      | Red Rain                    | «Красный дождь»               | 5:34              |
| D2              | Bruce Hornsby and the Range        | Look Out Any Window         | «Посмотри из любого окна»     | 5:27              |
| D3              | Terence Trent D'Arby               | Let’s Go Forward            | «Вперёд»                      | 5:17              |
| D4              | Martin Stephenson and the Daintees | Wholly Humble Heart         | «Совершенно смиренное сердце» | 5:44              |
| D5              | Sade                               | I Will Be Your Friend       | «Я буду твоим другом»         | 4:42              |
| D6              | John 'Cougar' Mellencamp           | We Are the People           | «Мы — народ»                  | 4:16              |
| D7              | Dire Straits                       | Why Worry                   | «Зачем волноваться»           | 5:18              |

Выходные данные LP
- Этот альбом посвящается Джулии и всем детям мира
- Исполнительный продюсер: Иэн Флукс
- Координатор проекта: Корнелия Дьюррант
- Дизайн: Невилл Броуди, Джон Уозенкрофт
- Цифровая обработка: Джек Адамз, Tape One Studios, London
- Металлические эталонные записи: PR Records, London

## Список песен на 2CD
| CD1 | Исполнитель                        | Название песни                          | Продолжительность |
| --- | ---------------------------------- | --------------------------------------- | ----------------- |
| 1   | U2                                 | Pride (In the Name of Love)             | 4:32              |
| 2   | The Pretenders                     | Middle of the Road                      | 4:12              |
| 3   | Belinda Carlisle                   | Heaven Is a Place on Earth              | 4:04              |
| 4   | World Party                        | Ship of Fools                           | 4:14              |
| 5   | Eurythmics                         | When Tomorrow Comes                     | 4:27              |
| 6   | Bryan Ferry                        | Don’t Stop the Dance                    | 4:19              |
| 7   | Sting                              | Love Is the Seventh Wave                | 3:29              |
| 8   | Aswad                              | Set Them Free                           | 3:58              |
| 9   | Grateful Dead                      | Throwing Stones                         | 4:23              |
| 10  | Little Steven                      | Balance                                 | 5:15              |
| 11  | INXS                               | This Time                               | 3:07              |
| 12  | Thompson Twins                     | Lay Your Hands on Me                    | 4:21              |
| 13  | R.E.M.                             | It’s the End of the World as We Know It | 2:59              |
| 14  | Huey Lewis and the News            | Small World                             | 4:41              |
| 15  | The Silencers                      | Scottish Rain                           | 7:11              |
| 16  | Lou Reed                           | Last Great American Whale               | 3:42              |
| 17  | Talking Heads                      | City of Dreams                          | 5:06              |
| CD2 | Исполнитель                        | Название песни                          | Продолжительность |
| 1   | Simple Minds                       | Waterfront                              | 5:06              |
| 2   | Bryan Adams                        | Somebody                                | 4:42              |
| 3   | Peter Gabriel                      | Red Rain                                | 5:34              |
| 4   | Bruce Hornsby                      | Look Out Any Window                     | 5:27              |
| 5   | John Farnham                       | You’re The Voice                        | 5:05              |
| 6   | The Waterboys                      | The Whole Of The Moon                   | 4:57              |
| 7   | Basia                              | Miles Away                              | 4:10              |
| 8   | Blue Rodeo                         | Rebel                                   | 3:47              |
| 9   | Terence Trent D'Arby               | Let’s Go Forward                        | 5:17              |
| 10  | John «Cougar» Mellencamp           | We Are the People                       | 4:16              |
| 11  | Martin Stephenson And The Dainties | Wholly Humble Heart                     | 3:07              |
| 12  | Hothouse Flowers                   | Hard Rain                               | 4:00              |
| 13  | Robbie Robertson                   | Somewhere Down the Crazy River          | 4:58              |
| 14  | Sade                               | I Will Be Your Friend                   | 4:42              |
| 15  | Dire Straits                       | Why Worry                               | 5:18              |